# Eriochloa rovumensis
Eriochloa rovumensis là một loài thực vật có hoa trong họ Hòa thảo. Loài này được (Pilg.) Clayton mô tả khoa học đầu tiên năm 1980.